# Mehdi Zeffane
Mehdi Zeffane (Sainte-Foy-lès-Lyon, 19 de maio de 1992) é um futebolista profissional argelino que atua como lateral, atualmente defende o Clermont.

## Carreira
Zeffane começou a carreira no Lyon.